# Clash City Rockers
Clash City Rockers è il quinto singolo della band musicale punk rock Clash, scritto da Mick Jones e Joe Strummer. Il singolo include come b-side il brano Jail Guitar Doors, una versione riarrangiata di una canzone tratta dal Joe Strummer's Pub Rock Days.

## Il brano

### Registrazione
La canzone fu eseguita dal vivo per la prima volta a Mont-de-Marsan nell'agosto del 1977 mentre fu registrata nell'ottobre e nel novembre dello stesso anno, negli studi della CBS. Nel dicembre del 1978 il brano fu modificato da Mickey Foote (produttore del primo album e di White Riot).  Clash City Rockers è stato successivamente scelto come brano di apertura della versione americana del loro primo album The Clash.

## Tracce
1. Clash City Rockers (Strummer/Jones) - 3:49
2. Jail Guitar Doors (Strummer/Jones) - 3:05

## Formazione
The Clash
- Joe Strummer - voce, chitarra ritmica
- Mick Jones - chitarra solista, voce, cori
- Paul Simonon - basso
- Topper Headon - batteria

Crediti
- Mickey Foote - produttore